# Waddington (Lancashire)
Pour les articles homonymes, voir Waddington.
Waddington est un village et une paroisse civile du Lancashire, en Angleterre.